# Dom przy pl. Wolności 14 w Bystrzycy Kłodzkiej
Dom przy pl. Wolności 14 w Bystrzycy Kłodzkiej – zabytkowy budynek w mieście Bystrzyca Kłodzka.
Trzypiętrowy dom mieszkalny wybudowany w zarysie prostokąta w XVII w., przebudowany w XIX w.